# آلسیا جناری
آلسیا جناری (انگلیسی: Alessia Gennari؛ زادهٔ ۳ نوامبر ۱۹۹۱) بازیکن والیبال اهل ایتالیا است.
از باشگاه‌هایی که در آن بازی کرده‌است می‌توان به فوتورا بوستو آرسیتسیو اشاره کرد.